# Enterobacter cloacae
Enterobacter cloacae è un batterio d'interesse clinico classificato come bastoncello gram-negativo, anaerobico facoltativo. Cresce frequentemente tra i 30 °C e i 35 °C di temperatura. È un ossidasi negativo e un catalasi positivo. È classificato negli Stati Uniti come di livello 1 sulla scala di biosicurezza, mentre in Canada è considerato di livello 2.
A livello industriale è usato in metodi di biodegradazione di esplosivi in bioreattori e come forma di controllo biologico contro alcune malattie in piante di interesse agricolo.
Fa parte della flora batterica del tratto digestivo di vari mammiferi, fra cui l'essere umano, e normalmente non è considerato un patogeno. Malgrado ciò, la presenza di Enterobacter cloacae si può associare a infezioni delle vie urinarie in soggetti immunodepressi.